# Кадзивара, Дайки
Дайки Кадзивара (яп. 梶原 大暉; род. 13 ноября 2001, Фукуока, Япония) — японский спортсмен-парабадминтонист. Двукратный чемпион летних Паралимпийских игр.

## Биография
На летних Паралимпийских играх 2020 в Токио завоевал «золото» в одиночном (класс WH2) и «бронзу» в парном (классы WH1—WH2) разрядах. В одиночном разряде в группе победил француза Томаса Якобса и гонконгца Чан Хо Юэна, в полуфинале — корейца Ким Кён Хуну, в финале — корейца Ким Чжун Чжуна. В парном разряде в команде с Хироси Мураямой в группе победили немцев Томаса Вандшнайдера и Ён-чин Ми и проиграли китайцам Цюй Цзымо и Май Цзяньпэну. В полуфинале вновь проиграли китайской паре Цюй — Май, а в матче за третье место выиграли команду из Таиланда — Джакарина Хомхуала и Думнерна Джунтхонга.
На летних Паралимпийских играх 2024 в Париже вновь победил в одиночном разряде и завоевал «бронзу» в паре с Хироси Мураямой. В одиночном разряде (класс WH2) в группе победил японца Такуми Мацумото и швейцарца Луку Ольгиати, в полуфинале — корейца Ким Чжун Чжуна, в финале — гонконгца Чан Хо Юэна. В парном разряде в команде с Хироси Мураямой в группе победили немцев Томаса Вандшнайдера и Рика Корнелла Хеллмана и малайцев Нура Азвана Нурлана и Мухаммада Ихван Рамли и проиграли китайцам Цюй Цзымо и Май Цзяньпэну. В полуфинале опять встретились с китайской парой Цюй — Май и уступили им. В матче за третье место победили другую японскую пару Такуми Мацумото — Осаму Нагасима.